# Hidradenitis supurativa

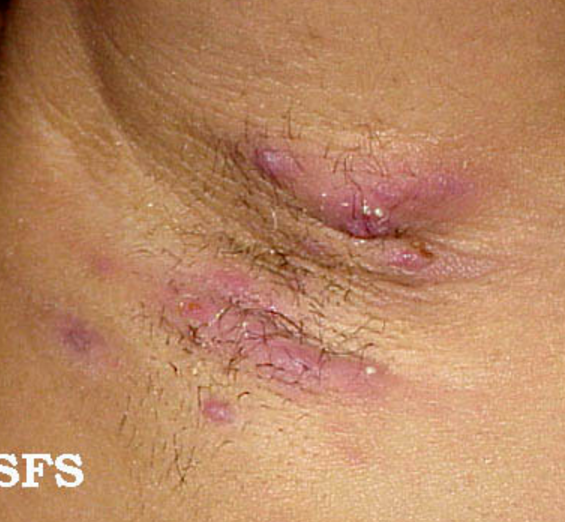
Hidradenitis supurativa en axila derecha de un paciente, tipo II.

La hidradenitis supurativa o hidrosadenitis supurativa (HS) es una enfermedad de la piel que presenta múltiples abscesos en axilas, debajo de las mamas, en las ingles o región perianal.

## Historia
Esta enfermedad fue descrita en 1839 por el médico francés Alfred Velpeau.
| Autor            | Año  | Descubrimientos                                                                                           |
| ---------------- | ---- | --- |
| Velpeau          | 1839 | Primera descripción de la hidratenitis supurativa                                                         |
| Verneuil         | 1854 | "Hidrosadénite phlegmoneuse"                                                                              |
| Pillsbury        | 1956 | Acne triad (hidradenitis suppurativa, perifolliculitis capitis abscendens et suffodiens, acne congoblata) |
| Plewig & Kligman | 1975 | Acne tetrad (acne triad + pilonidal sinus)                                                                |
| Plewig & Steger  | 1989 | Acné inversa                                                                                              |

## Etiopatogenia
Se ha descrito susceptibilidad genética, tabaquismo, obesidad, fricción, una respuesta inmunitaria alterada y anomalías hormonales, entre otros.
Existen indicadores que orientan a una cierta base hereditaria entre ciertos grupos étnicos y otros que apoyan una base probablemente autoinmune. Los cultivos de material de muestras para estudios bacteriológicos arrojan frecuentemente resultados negativos

## Clasificación según su gravedad
- Estadio I: Formación de abscesos (únicos o múltiples), sin trayectos fistulosos, ni cicatrización.
- Estadio II: Abscesos recurrentes, únicos o múltiples, pero ampliamente separados, con formación de trayectos fistulosos y  con cicatrices.
- Estadio III: Presencia de múltiples trayectos fistulosos interconectados y abscesos que afectan a áreas enteras.

La mayoría de los casos se diagnostican en el estadio II de la Clasificación de Hurley, lo que evidencia el retraso habitual en su diagnóstico. Solo cerca de 1% de los pacientes progresan al estadio III.
Cuando la lesión no responde al tratamiento clínico y se cronifica, puede ocasionalmente evolucionar a la malignización, generando un cáncer de piel.

## Cuadro clínico
En esencia, se trata de un proceso inflamatorio crónico del epitelio folicular, caracterizado por la presencia de lesiones supurativas  con distribución  simétrica, cuya localización predominante es a nivel de las axilas, surco submamario (zonas bajo las mamas) e ingles. Las lesiones son recurrentes y se acompañan de dolor profundo e intenso. En definitiva, se trata de grupos de abscesos o "infecciones" tipo forúnculos subcutáneos (aunque algunas veces incluso están libres de bacterias). La enfermedad no es contagiosa.

## Diagnóstico
El diagnóstico es exclusivamente clínico y se basa en tres características:
- la localización de las lesiones en áreas intertriginosas, principalmente en las axilas o las ingles
- la presencia de alguna de las lesiones consideradas típicas, incluyendo forunculosis o abscesos o cicatrices
- el curso de la enfermedad presenta múltiples recurrencias.

## Tratamiento
Esta enfermedad no tiene actualmente curación, aunque sí tratamiento. En primera instancia, se utilizan antibióticos del grupo de las tetraciclinas (Doxiciclina, Minociclina) y lincosamidas (Clindamicina), además de Ozenoxacino. En los casos más graves (estadio II en adelante) se encuentra actualmente el uso de diversos medicamentos biológicos, como adalimumab, secukinumab y bimekizumab, que se utilizan también para tratar otras enfermedades de la piel. Los drenajes de los abcesos suelen ser de gran ayuda para calmar la inflamación y el dolor de los pacientes.